# Lacrosse na Letnich Igrzyskach Olimpijskich 1908
Lacrosse na Letnich Igrzyskach Olimpijskich 1908 po raz drugi w historii znalazł się w programie igrzysk. W turnieju wzięły udział trzy drużyny, lecz Południowa Afryka wycofała się z rozgrywek, więc nie przyznano brązowego medalu.

## Medale
| Konkurencja      | Medal  | Drużyna         | Zawodnicy |
| ---------------- | ------ | --------------- | --- |
| Turniej mężczyzn | Złoto  | Kanada          | Frank Dixon George Campbell Gus Dillon Richard Duckett George Rennie Clarence McKerrow Alexander Turnbull Henry Hoobin Ernest Hamilton Jack Broderick Tommy Gorman Patrick Brennan  |
| Turniej mężczyzn | Srebro | Wielka Brytania | George Alexander George Buckland Eric Dutton Sydney Hayes Wilfrid Johnson Edward Jones Reginald Martin Gerald Mason Johnson Parker-Smith Hubert Ramsey Charles Scott Norman Whitley |
| Turniej mężczyzn | Brąz   | −               | − |

## Rezultaty

### Finał
| 24 października 1908 | Kanada | 14:101:5, 2:6, 7:9 | Wielka Brytania |  |
|                      |        |                    |                 |  |